# Mésite monias
Monias benschi
Genre
Espèce
Statut de conservation UICN

 VU A3cd : Vulnérable
La Mésite monias (Monias benschi) est une espèce d'oiseaux de la famille des Mesitornithidae.

## Répartition
Cet oiseau est endémique du sud-ouest de Madagascar (entre le Fiherenana et le Mangoky).